# Liste der Kulturgüter in Grenchen
Die Liste der Kulturgüter in Grenchen enthält alle Objekte in der Gemeinde Grenchen im Kanton Solothurn, die gemäss der Haager Konvention zum Schutz von Kulturgut bei bewaffneten Konflikten, dem Bundesgesetz vom 20. Juni 2014 über den Schutz der Kulturgüter bei bewaffneten Konflikten sowie der Verordnung vom 29. Oktober 2014 über den Schutz der Kulturgüter bei bewaffneten Konflikten unter Schutz stehen.
Objekte der Kategorie A sind im Gemeindegebiet nicht ausgewiesen, Objekte der Kategorie B sind vollständig in der Liste enthalten, Objekte der Kategorie C fehlen zurzeit (Stand: 1. Januar 2023).

## Kulturgüter
| Foto |                                                                                            | Objekt                                                         | Kat. | Typ | Standort                                    | Beschreibung                                                                            |
| ---- | ------------------------------------------------------------------------------------------ | -------------------------------------------------------------- | ---- | --- | ------------------------------------------- | --------------------------------------------------------------------------------------- |
| BW   | Datei hochladen · Wikidata zu Eichholz, Schalenstein unbekannter Zeitstellung (Q114811564) | Eichholz, Schalenstein unbekannter Zeitstellung KGS-Nr.: 01988 | B    | F   | 595940 / 225750                             |                                                                                         |
| BW   | Datei hochladen · Wikidata zu Schulstrasse, frühmittelalterliches Gräberfeld (Q114812023)  | Schulstrasse, frühmittelalterliches Gräberfeld KGS-Nr.: 02017  | B    | F   | 596530 / 226970                             |                                                                                         |
| ja   | Datei hochladen · Wikidata zu BLS-Viadukt und Bahnanlagen Grenchen-Nord (1915) (Q29880790) | BLS-Viadukt und Bahnanlagen Grenchen Nord KGS-Nr.: 04553       | B    | G   | bei Centralstrasse 596320 / 226890          |                                                                                         |
| ja   | Datei hochladen · Wikidata zu Hôtel de Ville Gemeindehaus (Q29880795)                      | Hôtel de Ville / Gemeindehaus KGS-Nr.: 04554                   | B    | G   | Bahnhofstrasse 23 596807 / 226667           |                                                                                         |
| ja   | Datei hochladen · Wikidata zu Schulhaus I (Q29880812)                                      | Schulhaus I KGS-Nr.: 04555                                     | B    | G   | Bielstrasse 17 596641 / 226788              |                                                                                         |
| ja   | Datei hochladen · Wikidata zu Kapelle Allerheiligen (Q26208140)                            | Kapelle Allerheiligen KGS-Nr.: 04556                           | B    | G   | Allerheiligenstrasse (214) 594819 / 227161  |                                                                                         |
| ja   | Datei hochladen · Wikidata zu Kapelle im Staad (Q29880800)                                 | Kapelle im Staad KGS-Nr.: 04557                                | B    | G   | Staadstrasse 597606 / 223580                |                                                                                         |
| ja   | Datei hochladen · Wikidata zu Villa Girard, Sammlung Kunsthaus (Q27481363)                 | Villa Girard, Sammlung Kunsthaus KGS-Nr.: 10171                | B    | S   | Bahnhofstrasse 53 596930 / 226464           |                                                                                         |
| ja   | Datei hochladen · Wikidata zu Stadtarchiv Grenchen (Q21091694)                             | Stadtarchiv KGS-Nr.: 10589                                     | B    | S   | Bielstrasse 12 596645 / 226805              |                                                                                         |
| BW   | Datei hochladen · Wikidata zu Kulturhistorisches Museum (Q27481360)                        | Kulturhistorisches Museum KGS-Nr.: 10997                       | B    | S   | Absyte 3 596683 / 226858                    |                                                                                         |
| ja   | Datei hochladen · Wikidata zu Ehemalige Villa Girard, Kunsthaus (Q29880819)                | Ehemalige Villa Girard, Kunsthaus KGS-Nr.: 11076               | B    | G   | Bahnhofstrasse 53 596925 / 226464           |                                                                                         |
| BW   | Datei hochladen · Wikidata zu Arbeiterhaus Frohheim (Q29880786)                            | Arbeiterhaus Frohheim KGS-Nr.: 11077                           | B    | G   | Promenadenweg 9, 11, 15, 17 596325 / 227307 |                                                                                         |
| ja   | Datei hochladen · Wikidata zu Hotel Löwen (Q29880798)                                      | Hotel Löwen KGS-Nr.: 11078                                     | B    | G   | Solothurnerstrasse 3 596775 / 226837        |                                                                                         |
| ja   | Datei hochladen · Wikidata zu Alte Mühle (Q29880782)                                       | Alte Mühle KGS-Nr.: 11079                                      | B    | G   | Mühlestrasse 6 596622 / 227419              |                                                                                         |
| BW   | Datei hochladen · Wikidata zu Bauernhaus (Q29880789)                                       | Bauernhaus KGS-Nr.: 11149                                      | B    | G   | Staadstrasse 238 597486 / 223607            |                                                                                         |
| ja   | Datei hochladen · Wikidata zu St. Eusebius Grenchen (Q23024228)                            | Pfarrkirche St. Eusebius KGS-Nr.: 13531                        | B    | G   | Kirchstrasse (23) 596655 / 226879           |                                                                                         |
| ja   | Datei hochladen · Wikidata zu Rainschulhaus/ Kulturhistorisches Museum (Q29880807)         | Rainschulhaus / Kulturhistorisches Museum KGS-Nr.: 13532       | B    | G   | Absyte 3 596685 / 226850                    |                                                                                         |
| ja   | Datei hochladen · Wikidata zu Schulhaus III (Q29880817)                                    | Schulhaus III KGS-Nr.: 13533                                   | B    | G   | Schulstrasse 25 596475 / 226845             |                                                                                         |
| BW   | Datei hochladen · Wikidata zu Ehemaliges Kaplanenhaus (Q29880793)                          | Ehemaliges Kaplanenhaus KGS-Nr.: 13534                         | B    | G   | Allerheiligenstrasse 210 594855 / 227175    |                                                                                         |
| ja   | Datei hochladen · Wikidata zu Ehemaliges Pfarrhaus / Lindenschulhaus (Q29880794)           | Ehemaliges Pfarrhaus / Lindenschulhaus KGS-Nr.: 13535          | B    | G   | Absyte 7 596660 / 226833                    |                                                                                         |
| ja   | Datei hochladen · Wikidata zu Parktheater Grenchen (Q29880803)                             | Parktheater KGS-Nr.: 13536                                     | B    | G   | Lindenstrasse 41 596371 / 226674            |                                                                                         |
| BW   | Datei hochladen · Wikidata zu Römerbrücke (Q29880809)                                      | Römerbrücke KGS-Nr.: 13537                                     | B    | G   | 598895 / 225610                             | Objekt liegt hälftig auf dem Gemeindegebiet von Grenchen und Bettlach ( KGS-Nr. 17040). |
| ja   | Datei hochladen · Wikidata zu Schulhaus II (Q29880814)                                     | Schulhaus II KGS-Nr.: 13955                                    | B    | G   | Bielstrasse 21 596575 / 226742              |                                                                                         |
| ja   | Datei hochladen · Wikidata zu Alte Turnhalle (Q29880784)                                   | Alte Turnhalle KGS-Nr.: 13957                                  | B    | G   | Lindenstrasse 24 596527 / 226805            |                                                                                         |
| ja   | Datei hochladen · Wikidata zu Eingangsgebäude Freibad (Q116842597)                         | Eingangsgebäude Freibad KGS-Nr.: 16737                         | B    | G   | Neumattstrasse 30 597608 / 225964           |                                                                                         |
| BW   | Datei hochladen · Wikidata zu Villa Lambert mit Parkanlage (Q116842812)                    | Villa Lambert mit Parkanlage KGS-Nr.: 16738                    | B    | G   | Höhenweg 11 596357 / 227586                 |                                                                                         |
| ja   | Datei hochladen · Wikidata zu Reformierte Zwinglikirche (Q55415380)                        | Reformierte Zwinglikirche KGS-Nr.: 16739                       | B    | G   | Glockenweg / Zwinglistrasse 597106 / 227120 |                                                                                         |